# ملعب بيتكو بارك

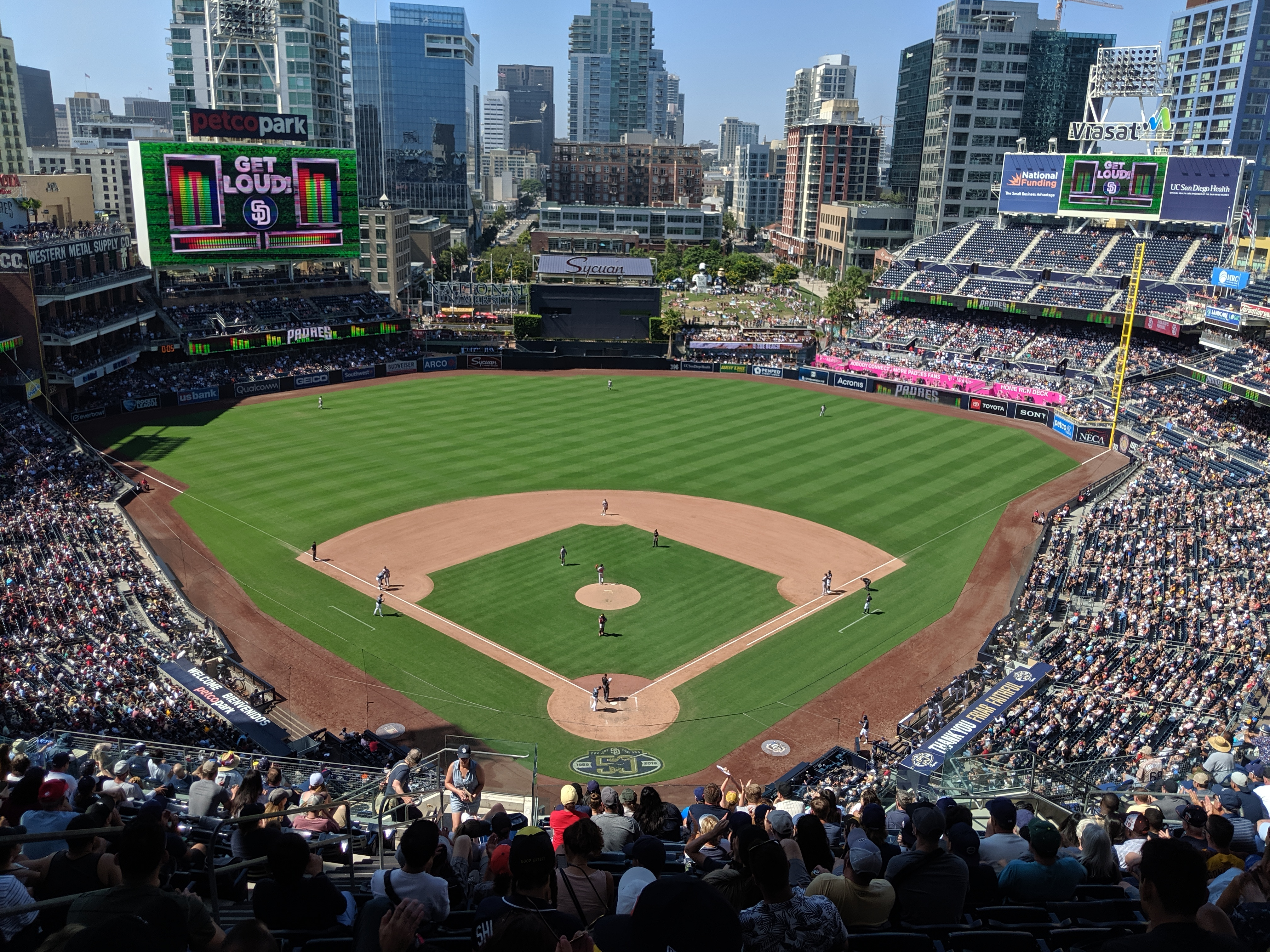
ملعب بيتكو بارك عام 2019

ملعب بيتكو بارك هو ملعب فريق سان دييغو بادريس لكرة القاعدة وتم افتتاحه عام2004.